# Charles Blenzig
Charles Blenzig (* 12. August 1958 in der Bronx, New York City) ist ein US-amerikanischer Fusion- und Jazzmusiker (Piano, Synthesizer, Komposition, Arrangement).

## Leben und Wirken
Blenzig arbeitete ab den späten 1980er-Jahren in der New Yorker Fusion- und Jazzszene; sein selbstbetiteltes Debütalbum spielte er 1989 mit Chris Hunter, Mike Stern, Will Lee und Joe Bonadio ein. In den folgenden Jahren spielte er u. a. mit Gato Barbieri, Michael Brecker, Bill Evans, Larry Coryell, Joe Locke, der Mingus Big Band, Michał Urbaniak, Dennis Chambers, Manolo Badrena, Billy Kilson, Marcus Miller, Eddie Gomez, Billy Hart und als musikalischer Leiter für den Singer-Songwriter Michael Franks. Ferner gehörte er dem Gil Evans Orchestra an, als es regelmäßig im Jazzclub Sweet Basil auftrat. Blenzig unterrichtet im Jazz Department am Purchase Conservatory of Music (State University of New York at Purchase). Im Bereich des Jazz war er zwischen 1998 und 2018 an 23 Aufnahmesessions beteiligt, u. a. auch mit Kenwood Dennard, Mike Fahn, Vinnie Cutro, Michael Treni und Tom Kennedy. Gegenwärtig (2019) arbeitet Blenzig mit einem eigenen Quintett, dem Corey Wallace, Christopher McBride, Joshua Crumbly (Bass) und Kush Abadey angehören.

## Diskographische Hinweise
- Charles Blenzig (Chase Music Group, 1989), mit Mike Stern, Will Lee, Chris Hunter, Joe Bonadio
- Say What You Mean (Big World, 1993), mit Alex Foster, Michael Brecker, Mike Stern, Will Lee, Dennis Chambers, Manolo Badrena
- Certain Standards (Truspace, 1997), mit Kenny Davis, Gene Jackson
- It’s About Time (Double Time, 2012)